# YG Entertainment
YG Entertainment (кор. YG 엔터 테이 먼트) — розважальна компанія в Південній Кореї, заснована в 1996 році Ян Хьон Соком, працює як звукозаписний лейбл, агентство з пошуку талантів, виробництво та видавництво музики, а також спеціалізується по організації заходів і концертної діяльності. Крім того, YG має дочірні підприємства в рамках окремої публічної компанії YG PLUS, яка включає лінію одягу, управління гольф-полем і косметичний бренд.

## Історія

### 1996—2005: Коріння хіп-хопу, ранній успіх і K-pop гурти першого покоління
У березні 1996 року Ян Хьон Сок, колишній учасник легендарного корейського гурту Seo Taiji and Boys, заснував звукозаписну компанію YG Entertainment. Першою групою, що дебютувала під цим лейблом, став колектив Keep Six, що випустив свій єдиний альбом Six in tha Chamber в травні того ж року. Наступним артистом компанії став дует Jinusean, який отримав визнання публіки і став досить популярним. Потім послідували релізи альбомів групи 1TYM і самого керівника компанії, Ян Хьон Сока. 1TYM і Jinusean також вважаються лідерами популяризації стилю хіп-хоп в Кореї. У 1999 році артисти компанії записали альбом під загальним ім'ям YG Family.
В наступні роки компанія випустила альбоми Перрі, Swi.T, Wheesung, а також друга збірка YG Family. У 2003 році дебютувала група Big Mama, яка придбала популярність саме завдяки своїм вокальним даним, а не зовнішнім. Потім під лейблом YG Entertainment дебютував сольний співак Se7en, а також сольні співачки Лексі і Gummy. У 2005 дочірня компанія YG Underground сформувала і випустила хіп-хоп групи 45RPM і Stony Skunk. Крім того, завдяки укладенню ряду контрактів між YG Entertainment і Nexstar Records, Se7en почав продавати свої альбоми і виступати в Японії.

### 2006—2011: Мейнстрімний прорив
Після успіху Se7en YG Entertainment сформували свою першу айдол групу Big Bang в 2006 році. Теплий прийом публіки подарував прорив групи в наступному році та сформував постійну популярність, що зробило їх одним з найвідоміших бой-бендів у світі. За ними пішла перша успішна жіноча група 2NE1 в 2009 році, яка до розформування в 2016 році вважалася однією з найуспішніших і популярних жіночих груп в Південній Кореї. Аналогічно Se7en, обидві групи провели вдалу кар'єру в Японії.
У 2010 році YG Entertainment зробили масштабний та розрекламований переїзд в новий будинок, а стара штаб-квартира стала навчальним центром. У тому ж році компанія безуспішно подала заявку на лістинг на фондовій біржі, але їм було відмовлено через те, що у компанії занадто мало активних музичних груп і нестабільний грошовий потік, незважаючи на збільшення прибутку в 2009 році. Пізніше лейбл підписав контракт з PSY.

### 2012—2015: Міжнародне визнання і розширення бізнесу
2012 рік приніс YG міжнародне визнання, коли пісня PSY «Gangnam Style» завоювала світову популярність як вірусне відео. 21 серпня пісня зайняла перше місце в чартах iTunes Music Video. Цей було великим досягненням для південнокорейського артиста. До 24 листопада «Gangnam Style» досяг найбільшу кількістю переглядів в історії YouTube і першим відео, яке перебільшило мільярд переглядів. Ця пісня була названа загальною причиною зростання цін на акції YG Entertainment більш, ніж на 60 відсотків, коли звукозаписний лейбл представив свій перший річний звіт у 2012 році з прибутком понад 50% після публікації на сайті KOSDAQ роком раніше. У тому ж році лейбл підписав контракт з репером і продюсером Табло, лідером хіп-хоп групи Epik High, відновивши свою кар'єру після музичної перерви, після його спору в Стенфорді.  Група Табло Epik High пізніше підписали контракт через упіхи компанії. Ян Хьон Сок був в якості судді на реаліті-шоу K-pop Star, з переможницею шоу Лі Хай був укладений контракт. Інші фіналісти шоу розцінювали як потенційних учасників майбутніх бойз-бендів. У 2013 році Ян Хьон Сік оголосив про шоу на виживання WIN: Who Is Next, в кінці якого буде оголошено новий боз-бенд лейбла. Вердикт реаліті-шоу ознаменувало формуванням групи Winner.
У 2014 році YG Entertainment придбали співробітників і акторів T Entertainment, в тому числі Чха Син Вона, Ім Є Джін і Чан Хьон Сон.  Крім того, завдяки придбанню модельного агентства K-Plus, YG розширило просування власного контенту і мережі за рахунок діючих дебютів моделей Лі Сон Гьон і Нам Чу Хьок.  YG також підписали контракт з актрисою Чхве Джі У.  L Capital Asia, підрозділ французького гіганта розкоші LVMH, пізніше оголосила, що інвестує в YG Entertainment до 80 мільйонів доларів США. L Capital Asia зі штаб-квартирою в Сінгапурі стало другим за величиною інвестором в YG з часткою 11,5 %, поступаючись тільки 28 % Ян Хьон Сока. У 2014 році YG Entertainment також розширився до індустрії краси, створивши свою косметичну марку Moonshot.  Учасники команди, що програли в реаліті-шоу WIN: Who is Next дебютували як IKON разом з новим учасником.
У 2015 році YG Entertainment інвестували близько 100 мільйонів доларів США в новий промисловий комплекс в Кьонгідо, будівництво якого планується завершити до грудня 2018 года. Нерухомість в Сеулі вартістю 16 мільярдів фунтів стерлінгів (14 мільйонів доларів США) також була придбана з метою розширення їх штаб-квартири. У тому ж році компанія також створила два саб-лейбла, перший на чолі з Табло, а другий — з продюсерами YG Тедді Пак з 1TYM і Куш з Stony Skunk.

### 2016: Останні досягнення
Через шістнадцять років після розформування групи, в травні 2016 року K-pop група першого покоління Sechs Kies підписала контракт з YG на відновлення своєї кар'єри. У тому ж місяці китайські технологічні підприємства Tencent і Weiying Technology оголосили про інвестування 85 мільйонів доларів США в YG. Weiying придбав 8,2% акцій компанії, а Tencent — 4,5%. Пізніше YG додали Лі Джон Сока, Кан Дон Вона і Кім Хі Чон до свого списку акторів.
8 серпня 2016 дебютувала нова гьорл-група під назвою Blackpink з чотирма учасницями, а через рік сольно дебютував репер ONE. Пізніше YG запустив шоу талантів під назвою Mix Nine, шоу між стажерами з різних агентств. Хоча перемогла команда повинна була дебютувати як група, YG оголосили, що дебют чоловічої перемогла групи був скасований. Провал шоу привів до збитків у розмірі 7 млрд вон в першому кварталі і 4 млрд вон за останні три місяці 2017 года, в результаті чого JYP Entertainment перевершили YG, ставши другою за величиною компанією в K-pop індустрії. У травні 2018 року Psy покинув компанію через 8 років співпраці.
7 серпня 2020 дебютував новий бой-бенд Treasure.

## Скандали
Після скандалу з клубом Burning Sun, пов'язаного з Синрі з Big Bang, звинувачення в корупції навколо Ян Хьон Сока і нарко-скандал за участю лідера IKON B.I, Ян Хьон Сік пішов у відставку з усіх посад в YG Entertainment і його брат Ян Мін Сок, пішов у відставку з посади генерального директора 14 червня. Хван Бо Кьон була призначена новим генеральним директором YG Entertainment 20 червня 2019 року.

## Артисти
Всі музичні виконавці та актори під керівництвом YG Entertainment відомі як YG Family та YG Stage відповідно.

### Звукозаписні артисти
| - Sechs Kies - Big Bang - Winner - iKON - Blackpink - Treasure - BabyMonster - Jinusean - GD&TOP - GAKMU - GD X Taeyang | - Ин Джи Вон - G-Dragon - T.O.P - Тхеян - D-Lite - Дара - Юн - Міно - Джину - Боббі - Дженні - Бан Єдам - Лі Сухьон - Krunk - Розе - Ліса | - Тедді Пак - Choice37 - Future Bounce - Кан Ук Джин - AiRPLAY - G-Dragon - T.O.P - Лідія Пек - BigTone - Хам Син Чхон - iHwak - Rovin - Юн | - Міно - Боббі - Лі Чан Хьок - Millennium - Diggy - Кім Мін Гу - Q - Lion - Yaneto - R.Tee - Асахі |

### Актори
- Бе Чон Нам
- Чха Син Вон[en]
- Чхве Джі У[en]
- Кан Дон Вон[en]
- Хан Син Йон[en]
- Чон Хьон Сон
- Чан Кі Йон[en]
- Джін Гьон[en]
- Чо Хє Джу
- Чон Хє Йон
- Чон Юн Сок
- Чу У Дже[en]
- Кан Со Вон
- Кан Хві[en]
- Кан Син Юн[en]
- Кім Хі Е[en]
- Кім Джісу
- Кім Су Гьон
- Квон Хан Соль
- Квон Хьон Бін
- Кьон Су Джін[en]
- Лі Хо Джон
- Лі Хьон Ук
- Лі Джін І
- Лі Джу Мьон
- Лі Кі Тек
- Лі Су Хьок
- Лі Сон Кьон
- Нам Кю Хі
- Пак Хьон Соп
- Пак Сандара
- Пак Ян Рі
- Со Чон Йон
- Сон На Ин[en]
- Сон Хо Джун
- Со Лі Со
- Ван І Цзюнь
- У Кан Мін
- Ю Ін На[en]

## Колишні артисти
- Keep Six (1996)
- Sechs Kies
- Кан Сон Хун (2016—2019)
- Маста Ву (2000—2016)
- Swi.T (2002—2005)
- Хвісон (2002—2006)
- Gummy (2003—2013)
- Big Mama (2003—2007)
- Se7en (2003—2015)
- Digital Masta (2003—2011)
- Лексі (2003—2007)
- Stony Skunk (2003—2008)
- XO (2003—2004)
- Wanted (2004—2006)
- Brave Brothers (2004—2008)
- 45RPM (2005—2008)
- SoulStaR (2005—2007)
- Big Bang
- Синрі (2006—2019)
- 2NE1 (2009—2016)
- Мінджі (2009—2016)
- Пак Бом (2009—2017)
- CL (2009—2019)
- PSY (2010—2018)
- Ли Хай (2012—2019)
- Epik High (2012—2018)
- Winner
- Нам Техьон (2014—2016)
- HIGHGRND Artists (2015—2018)
- Hi Suhyun (2014—2019)
- One (2015—2019)
- iKON
- B.I (2015—2019)

### Актори
- Пак Хан Бьоль (2002—2004)
- Чон Сон Ір (2009—2011)
- Хо І Дже (2009—2011)
- Кан Хьо Джон (2001—2013)
- Стефані Лі (2014—2017)
- Лі Йон У (2014—2017)
- Ку Хє Сон (2003—2017)
- Чон Ю Джін (2016—2018)
- Лі Чон Сок (2016—2018)
- Ко Чун Хі (2017—2019)
- О Сан Джін (2017—2019)
- Кім Хі Джон (2016—2019)
- Кім Се Рон (2016—2019)
- Ім Є Джін (2014—2019
- Ван Чі Вон (2018—2020)
- Нам Чу Хьок (2013—2020)

### Коміки
- Ю Бьон Дже (2015—2019)
- Ан Йон Мі (2015—2020)

## Благодійність
YG Entertainment пообіцяли пожертвувати 100 вон за кожен проданий альбом, 1 % від всього продажу товарів і 1000 вон за кожен концертний квиток на благодійні цілі. У 2009 році вони залучили 141 000 доларів US $, а в 2010 році — 160 000 доларів США. Компанія також безпосередньо поставила вугілля на суму 4 400 доларів US $ нужденним сім'ям протягом зимового сезону. Вони оголосили, що пожертвує близько 500 000 доларів US $ на допомогу постраждалим від стихійного лиха після землетрусу і цунамі в Тохоку в 2011 році.
У 2013 році Ян Хьон Сок витратив у заголовки газет, пожертвувавши все дивіденди, які він отримав як акціонер YG Entertainment, щоб допомогти маленьким дітям, які потребують хірургічної допомоги. Його дивіденди склали близько 922 000 доларів США.
У 2015 році YG Entertainment пожертвували Корейського комітету ЮНІСЕФ 100 млн фунтів стерлінгів (92 450 дол. US $) для надання допомоги в разі стихійних лих після землетрусу в Непалі.

## Партнери

### Музичні дистриб'ютори
Записи YG Entertainment поширюються по наступним:
- Genie Music (в цілому), LOEN Entertainment (тільки конкретні версії) — Південна Корея
- YGEX — Японія
- BEC-TERO Music — Таїланд
- Trinity Optima Production — Індонезія
- Tencent — Китай (тільки онлайн)
- WMG — Азія (Тайвань, Сінгапур, Гонконг, і т.д)
- Interscope Records — Європа і Північна Америка (тільки для Blackpink і Чон Соми (The Black Label))

### Інші партнери

#### United Asia Management
У квітні 2011 року United Asia Management була створена як спільне агентство з управління талантамів між YG Entertainment, SM Entertainment, JYP Entertainment, KeyEast, AMENT і Star J Entertainment.

#### Live Nation
YG Entertainment спочатку співпрацювали з каліфорнійською компанією щодо просування концертів Live Nation, щоб спродюсувалти «Alive Galaxy Tour» Big Bang (2012). Live Nation згодом керували 2NE1 «New Evolution World Tour» (2012) і G-Dragon «One of a Kind World Tour» (2013). Генеральний менеджер Live Nation Asia Матс Брандт сказав в інтерв'ю, що компанія вважає, що Big Bang мають найбільший потенціал для того, щоб стати «світовим артистом».

#### Asiana Airlines
Asiana Airlines підписали договір з YG Entertainment в січні 2013 року, забезпечуючи транспорт для свого персоналу в внутрішніх і міжнародних напрямків в обмін на рекламу.

## Дочірні компанії
- Shinning Star Culture (Китай)
- YG Entertainment Japan (Японія)
- YG KPLUS
- YG PLUS

### Дочірні лейбли
- The Black Label
- YGX

### Інші
- YG Sports
- YG STUDIOPLEX

### Колишні
- YG Underground (2005—2009)
- HIGHGRND (2015—2018)
- PSYG (2016—2018)